# Barbara Liskovová
Barbara Liskov, rodným jménem Barbara Jane Huberman (* 7. listopadu 1939) je americká informatička a profesorka na Massachusettském technologickém institutu. V roce 2008 dostala Turingovu cenu za svou práci v oblasti metodologie vývoje softwaru, která vedla k rozvoji objektově orientovaného programování. Je autorkou programovacích jazyků CLU a Argus. Významná je také její práce v oblasti distribuovaných výpočtů.
Liskovová je první ženou, která v USA získala doktorský titul v informatice, na Stanfordově univerzitě v roce 1968.